# Auberive
Ne doit pas être confondu avec Aubérive ou Auberives.
Auberive est une commune française située dans le département de la Haute-Marne, en région Grand Est.

## Géographie
Auberive se situe à 26 km au sud-ouest de Langres dans un paysage principalement forestier. La commune est membre du Parc national de forêts.
Recouverte à 70 % de forêts domaniales, c'est la troisième commune de la Haute-Marne par la superficie (après Val-de-Meuse et Châteauvillain).
Le sentier de grande randonnée 7 reliant le ballon d'Alsace à Andorre passe par Auberive.

### Localisation

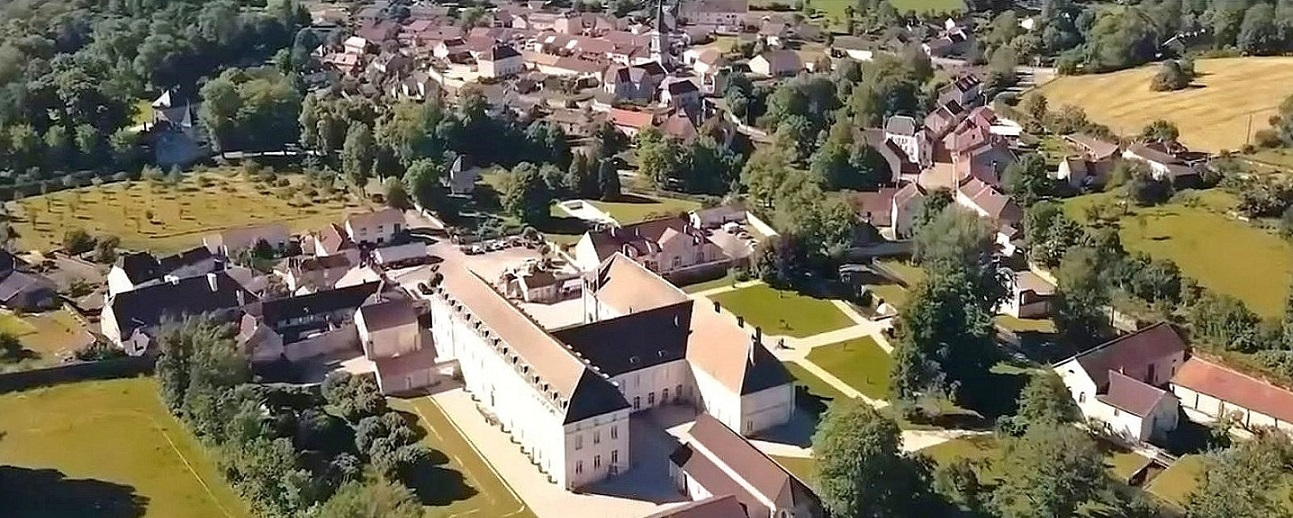
Vue générale

### Lieux-dits et écarts
- Amorey, ferme d'Allofroy, ferme de Crilley, ferme de la Borde et La Forge.

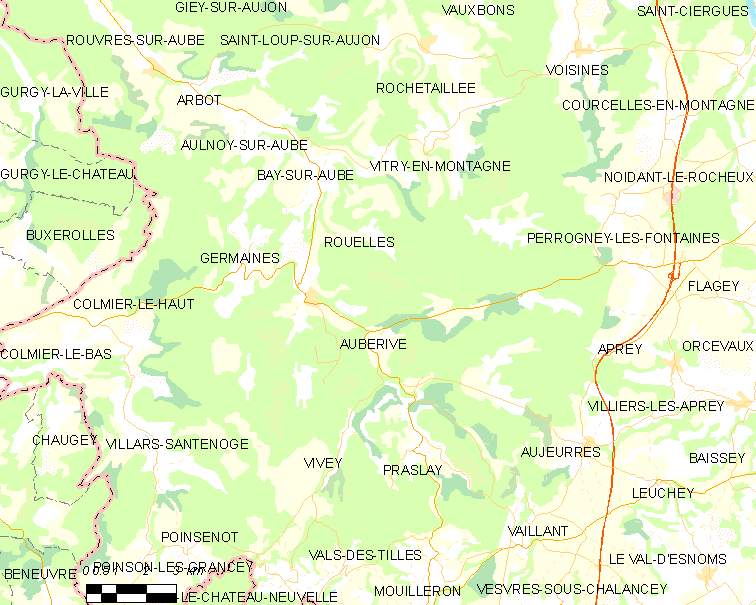
Carte de la commune d'Auberive et des proches communes.

### Hydrographie
La commune est traversée par la ligne de partage des eaux entre les régions hydrographiques « la Seine de sa source au confluent de l'Oise (exclu) » et le bassin versant de la Saône au sein respectivement du bassin Seine-Normandie et du bassin Rhône-Méditerranée-Corse. Elle est drainée par l'Aube, l'Aujon, la Germainelle, le ruisseau d'Acquenove, le ruisseau du Gorgeot, la Combe du Maître, le Fossé 01 de la Thuilière, l'Aube, le ruisseau de Belvau, le ruisseau de la Treue, le ruisseau de Rossin, le ruisseau de Vivey, le ruisseau du Val Clavin et divers autres petits cours d'eau,.
L'Aube, d'une longueur de 249 km, prend sa source dans la commune  et se jette  dans la Seine à Marcilly-sur-Seine, après avoir traversé 82 communes. Les caractéristiques hydrologiques de l'Aube sont données par la station hydrologique située sur la commune. Le débit moyen mensuel est de 0,603 m3/s. Le débit moyen journalier maximum est de 20,2 m3/s, atteint lors de la crue du 23 janvier 2018. Le débit instantané maximal est quant à lui de 24,5 m3/s, atteint le 22 janvier 2018.
L'Aujon, d'une longueur de 68 km, prend sa source dans la commune de Perrogney-les-Fontaines et se jette  dans l'Aube à Longchamp-sur-Aujon, après avoir traversé 17 communes.
La Germainelle, d'une longueur de 11 km, prend sa source dans la commune de Vivey et se jette  dans l'Aube à Aulnoy-sur-Aube, après avoir traversé cinq communes.

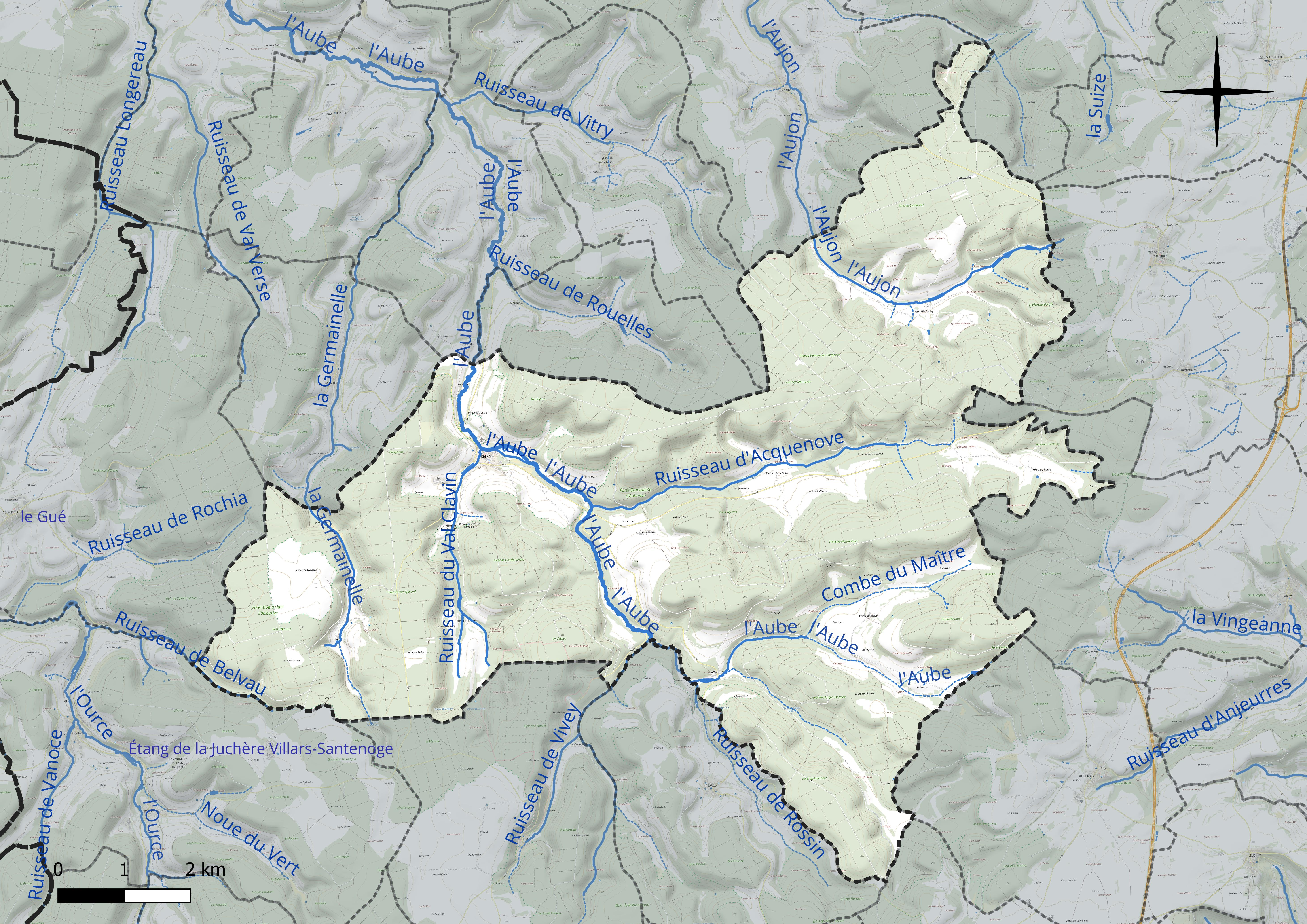
Réseau hydrographique d'Auberive.

Deux plans d'eau complètent le réseau hydrographique : les étangs (1,3 ha) et l'étang des Arts (0,4 ha),.

### Climat
Pour des articles plus généraux, voir Climat du Grand Est et Climat de la Haute-Marne.
En 2010, le climat de la commune est de type climat des marges montargnardes, selon une étude du Centre national de la recherche scientifique s'appuyant sur une série de données couvrant la période 1971-2000. En 2020, Météo-France publie une typologie des climats de la France métropolitaine dans laquelle la commune est exposée à un climat océanique altéré et est dans la région climatique Lorraine, plateau de Langres, Morvan, caractérisée par un hiver rude (1,5 °C), des vents modérés et des brouillards fréquents en automne et hiver.
Pour la période 1971-2000, la température annuelle moyenne est de 10,1 °C, avec une amplitude thermique annuelle de 17,1 °C. Le cumul annuel moyen de précipitations est de 950 mm, avec 13,2 jours de précipitations en janvier et 8,8 jours en juillet. Pour la période 1991-2020, la température moyenne annuelle observée sur la station météorologique installée sur la commune est de 9,7 °C et le cumul annuel moyen de précipitations est de 943,1 mm. 
La température maximale relevée sur cette station est de 39,3 °C, atteinte le 25 juillet 2019 ; la température minimale est de −22,6 °C, atteinte le 20 décembre 2009,,.
| Mois                                  | jan.           | fév.           | mars           | avril         | mai           | juin          | jui.          | août           | sep.          | oct.            | nov.          | déc.           | année      |
| ------------------------------------- | -------------- | -------------- | -------------- | ------------- | ------------- | ------------- | ------------- | -------------- | ------------- | --------------- | ------------- | -------------- | ---------- |
| Température minimale moyenne (°C)     | −1,6           | −1,5           | 0              | 2,1           | 6,3           | 9,4           | 11,1          | 10,9           | 7,5           | 5,3             | 1,6           | −0,6           | 4,2        |
| Température moyenne (°C)              | 1,9            | 2,7            | 5,6            | 8,7           | 12,7          | 16,2          | 18,1          | 17,9           | 13,9          | 10,3            | 5,5           | 2,7            | 9,7        |
| Température maximale moyenne (°C)     | 5,3            | 7              | 11,3           | 15,3          | 19,1          | 22,9          | 25,1          | 24,8           | 20,3          | 15,3            | 9,4           | 5,9            | 15,1       |
| Record de froid (°C) date du record   | −19,9 26.01.07 | −17,9 05.02.12 | −20,8 01.03.05 | −9,8 08.04.03 | −4 03.05.21   | −0,9 04.06.01 | 2,1 03.07.11  | 0,8 30.08.1993 | −2,5 20.09.12 | −9,4 31.10.1997 | −14 30.11.10  | −22,6 20.12.09 | −22,6 2009 |
| Record de chaleur (°C) date du record | 15 02.01.22    | 23,7 27.02.19  | 25,6 31.03.21  | 28 25.04.07   | 30,8 24.05.09 | 36,5 18.06.22 | 39,3 25.07.19 | 38,8 12.08.03  | 34 08.09.23   | 30,3 09.10.23   | 22,5 02.11.20 | 16,2 17.12.19  | 39,3 2019  |
| Précipitations (mm)                   | 79,6           | 69,8           | 71,4           | 67            | 83,4          | 78,7          | 77,8          | 72,6           | 71,3          | 87,2            | 91,3          | 93             | 943,1      |

| Diagramme climatique                                  |           |           |           |             |             |              |              |             |             |            |           |
| J                                                     | F         | M         | A         | M           | J           | J            | A            | S           | O           | N          | D         |
| 5,3−1,679,6                                           | 7−1,569,8 | 11,3071,4 | 15,32,167 | 19,16,383,4 | 22,99,478,7 | 25,111,177,8 | 24,810,972,6 | 20,37,571,3 | 15,35,387,2 | 9,41,691,3 | 5,9−0,693 |
| Moyennes : • Temp. maxi et mini °C • Précipitation mm |           |           |           |             |             |              |              |             |             |            |           |

Les paramètres climatiques de la commune ont été estimés pour le milieu du siècle (2041-2070) selon différents scénarios d'émission de gaz à effet de serre à partir des nouvelles projections climatiques de référence DRIAS-2020. Ils sont consultables sur un site dédié publié par Météo-France en novembre 2022.

## Urbanisme

### Typologie
Au 1er janvier 2024, Auberive est catégorisée commune rurale à habitat dispersé, selon la nouvelle grille communale de densité à sept niveaux définie par l'Insee en 2022.
Elle est située hors unité urbaine et hors attraction des villes,.

### Occupation des sols
L'occupation des sols de la commune, telle qu'elle ressort de la base de données européenne d’occupation biophysique des sols Corine Land Cover (CLC), est marquée par l'importance des forêts et milieux semi-naturels (79,3 % en 2018), une proportion sensiblement équivalente à celle de 1990 (79,7 %). La répartition détaillée en 2018 est la suivante : 
forêts (78,1 %), prairies (10,2 %), terres arables (9,7 %), milieux à végétation arbustive et/ou herbacée (1,2 %), zones agricoles hétérogènes (0,5 %), zones urbanisées (0,4 %). L'évolution de l’occupation des sols de la commune et de ses infrastructures peut être observée sur les différentes représentations cartographiques du territoire : la carte de Cassini (XVIIIe siècle), la carte d'état-major (1820-1866) et les cartes ou photos aériennes de l'IGN pour la période actuelle (1950 à aujourd'hui).

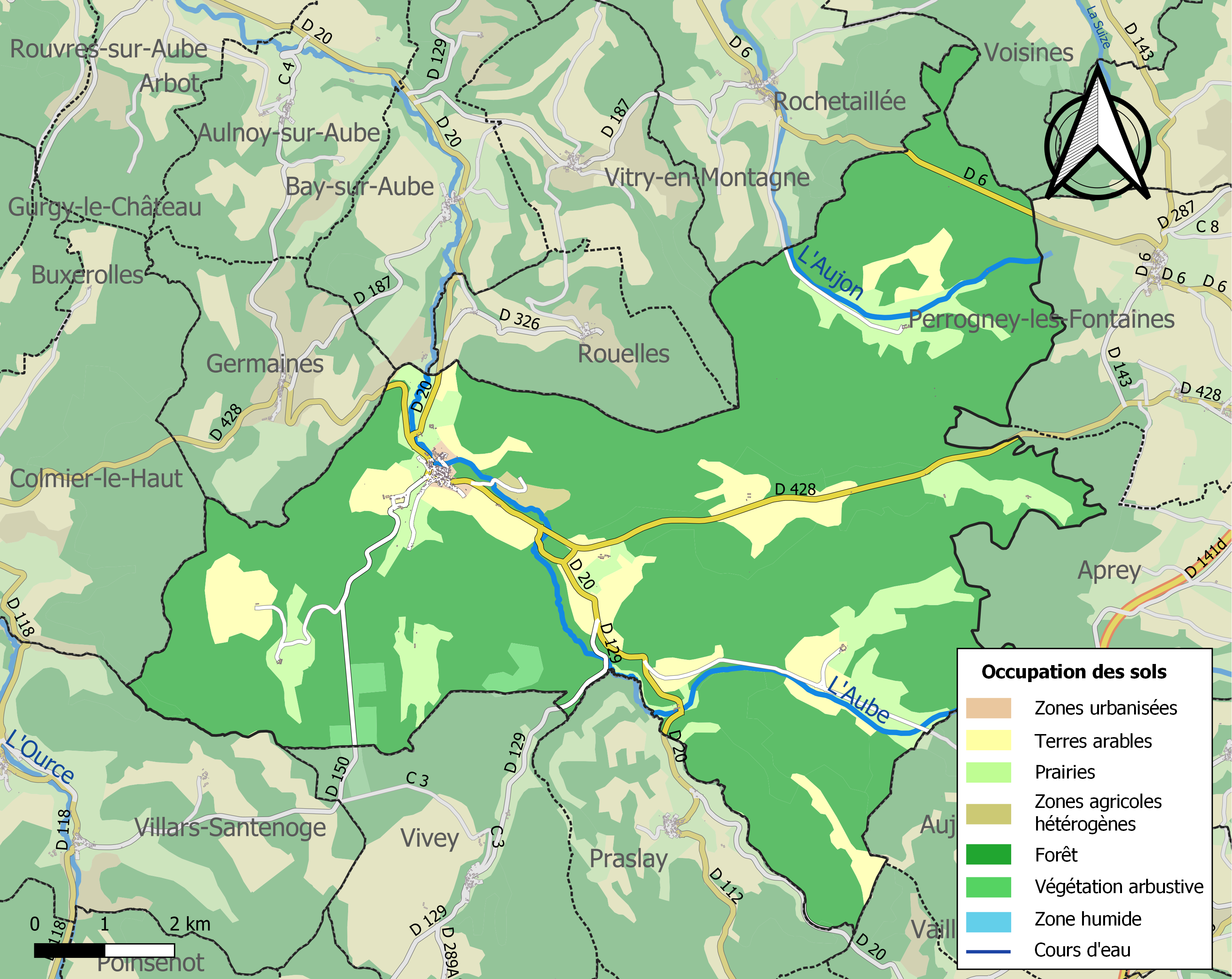
Carte des infrastructures et de l'occupation des sols de la commune en 2018 (CLC).

## Toponymie
Le nom de la localité est attesté sous les formes Alba Ripa (1135) ; Auberive, Auberrive (1326) ; Aulberive (1573).

Dans le département voisin de la Marne se trouve la commune d'Aubérive, de même étymologie : De l'adjectif latin alba « blanche » et ripa « rive », la « blanche rive », (rive de l'Aube), les eaux de cette rivière, étant, selon Onésime Reclus, « moins foncées que celles de la Seine », dans laquelle elle se jette à Marcilly. La rivière Aube coule sur de la craie blanche. Le terme, dérivé d’alba, « blanc », désigne un sol blanc de nature argileuse, souvent à partir de terrains calcaires, l’Aube traverse la Champagne crayeuse à Arcis-sur-Aube.

## Histoire

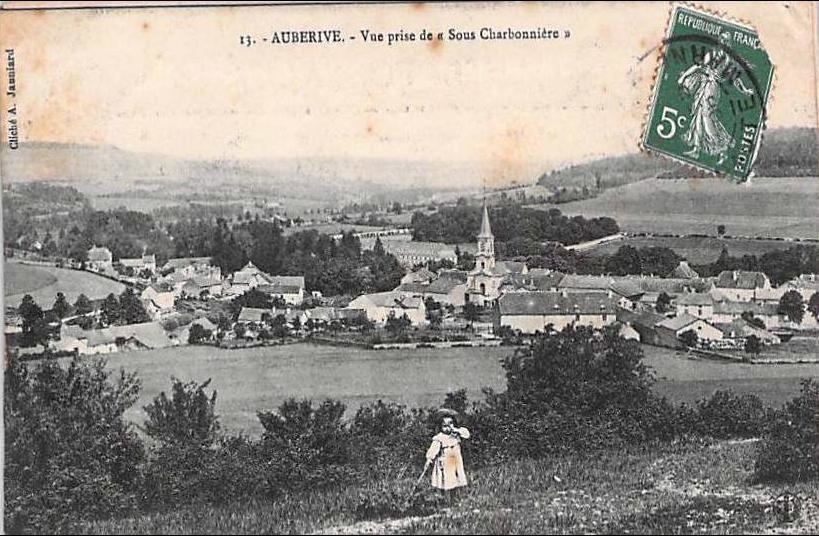
Panorama du village vers 1910.

Le village s'est créé autour de son abbaye cistercienne fondée en 1135 au bord de l'Aube aux frontières de la Champagne et de la Bourgogne.
Les moines de l'abbaye exploitaient les massifs forestiers environnants jusqu'à la Révolution.
Les forêts sont passées sous l'autorité de l'État et donc gérées par l'ONF. La commune ne dispose quasiment pas de domaine forestier.

## Liste des maires
| Période                                  | Période   | Identité          | Étiquette | Qualité                          |
| ---------------------------------------- | --------- | ----------------- | --------- | -------------------------------- |
| Les données manquantes sont à compléter. |           |                   |           |                                  |
| mars 2001                                | mars 2008 | Régis Piguet      |           | Restaurateur                     |
| mars 2008                                | juin 2020 | Bernard Meyer     | DVD       | Retraité de la fonction publique |
| juin 2020                                | En cours  | Jean-Claude Volot |           |                                  |

## Population et société

### Démographie
L'évolution du nombre d'habitants est connue à travers les recensements de la population effectués dans la commune depuis 1793. Pour les communes de moins de 10 000 habitants, une enquête de recensement portant sur toute la population est réalisée tous les cinq ans, les populations de référence des années intermédiaires étant quant à elles estimées par interpolation ou extrapolation. Pour la commune, le premier recensement exhaustif entrant dans le cadre du nouveau dispositif a été réalisé en 2008.

En 2022, la commune comptait 156 habitants, en évolution de −13,81 % par rapport à 2016 (Haute-Marne : −4,62 %, France hors Mayotte : +2,11 %).
| 1793 | 1800 | 1806 | 1821 | 1831 | 1836 | 1841 | 1846 | 1851 |
| ---- | ---- | ---- | ---- | ---- | ---- | ---- | ---- | ---- |
| 451  | 535  | 691  | 594  | 603  | 570  | 554  | 570  | 533  |

| 1856 | 1861  | 1866 | 1872 | 1876  | 1881 | 1886 | 1891 | 1896 |
| ---- | ----- | ---- | ---- | ----- | ---- | ---- | ---- | ---- |
| 509  | 1 060 | 967  | 943  | 1 048 | 789  | 723  | 709  | 417  |

| 1901 | 1906 | 1911 | 1921 | 1926 | 1931 | 1936 | 1946 | 1954 |
| ---- | ---- | ---- | ---- | ---- | ---- | ---- | ---- | ---- |
| 654  | 708  | 743  | 672  | 405  | 443  | 476  | 411  | 408  |

| 1962 | 1968 | 1975 | 1982 | 1990 | 1999 | 2006 | 2008 | 2013 |
| ---- | ---- | ---- | ---- | ---- | ---- | ---- | ---- | ---- |
| 341  | 302  | 270  | 219  | 233  | 205  | 195  | 192  | 189  |

| 2018 | 2022 | - | - | - | - | - | - | - |
| ---- | ---- | - | - | - | - | - | - | - |
| 157  | 156  | - | - | - | - | - | - | - |

### Associations
• Foyer Rural du Pays d'Auberive
• Comité des Fêtes d'Auberive
• Union Sportive Rouvres Auberive
• ADMR

## Culture locale et patrimoine

### Lieux et monuments

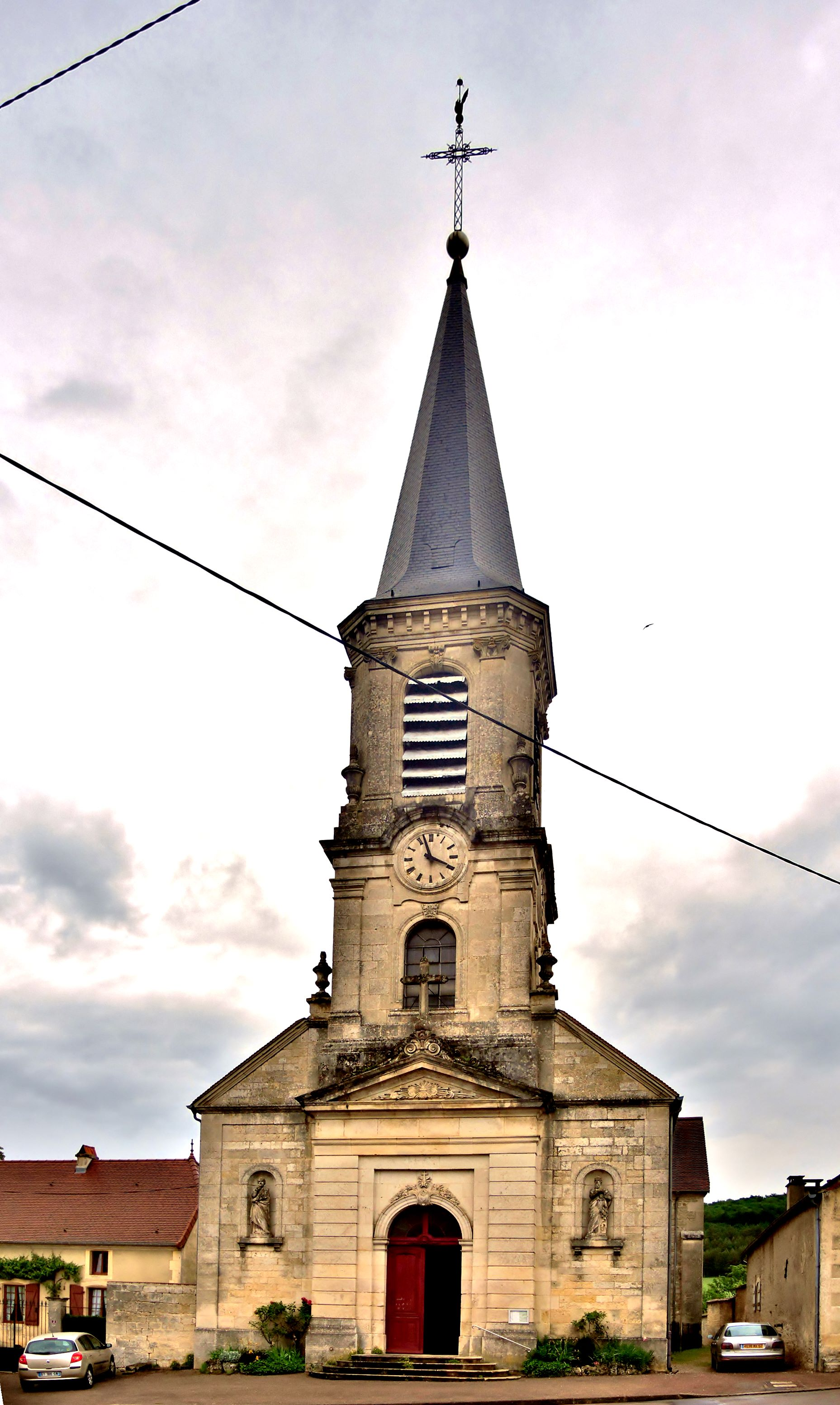
Église Sainte-Anne.

- L'ancienne abbaye d'Auberive, abbaye cistercienne fondée par saint Bernard en 1135.
- L'église Sainte-Anne, ancienne chapelle transformée en église paroissiale au XIXe siècle.
- La chapelle Saint-Rémy (lieu-dit ferme d'Allofroy).
- Le marais du val Clavin associé aux marais tufeux du Châtillonnais.
- La forêt domaniale d'Auberive.
- Le chateau d'Auberive.

### Personnalités liées à la commune
- Jacques-François Carbillet (1766-1828), sculpteur et peintre.
- Abel François Nicolas Caroillon de Vandeul (1746-1813), premier commis des finances (1785) et directeur des Domaines du Roi. Il épouse Marie-Angélique Diderot, fille de Denis Diderot acquiert l’abbaye d'Auberive, devenue bien national après la Révolution, pour y habiter et installer une filature de coton[25]
- Louise Michel, la « vierge rouge » de la Commune de Paris, a été incarcérée à l'abbaye d'Auberive, alors prison pour femmes, avant sa déportation en Nouvelle-Calédonie[26] ;
- André Theuriet (1833-1907), romancier, poète et académicien, fut receveur des impôts à Auberive de 1856 à 1859[27].Il y situe l'action de plusieurs de ses romans ;
- Abel Boulineau (1839-1934), peintre naturaliste et photographe, sociétaire des artistes français, est né à Auberive.
- Vladimir Ghika prélat roumain issu d'une famille princière (1873-1954). Il fonda la Maison Saint Jean dans les murs de l'abbaye d'Auberive destinée à soulager toute détresse. Il mourra en martyr dans les geôles communistes roumaines. Il a été béatifié en 2013.
- Marie-Anne Martinet (1814-1875), l'épouse et la complice de Martin Dumollard, tueur en série du XIXe siècle, est morte à l'abbaye d'Auberive, alors prison pour femmes ;
- Arthur Charles Dessoye, né à Auberive le 23 août 1854, mort à Breuvannes-en-Bassigny le 30 avril 1927, journaliste, industriel et homme politique français ;
- Edmond Humblot, né à Auberive le 16 avril 1830, mort à Périgueux le 12 janvier 1899, ingénieur des ponts et chaussées de Paris et homme politique français ;

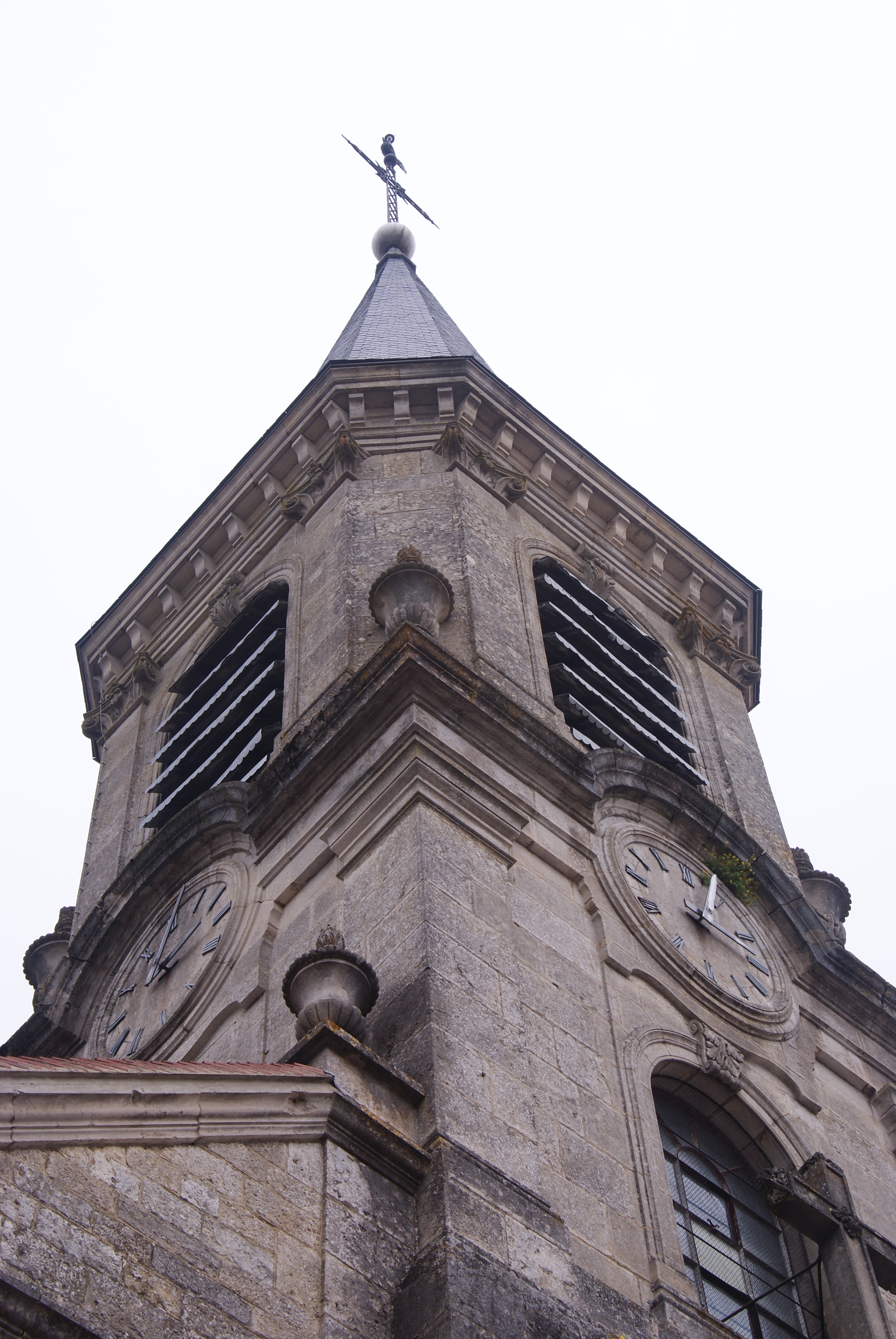
Clocher de l'église Sainte-Anne.
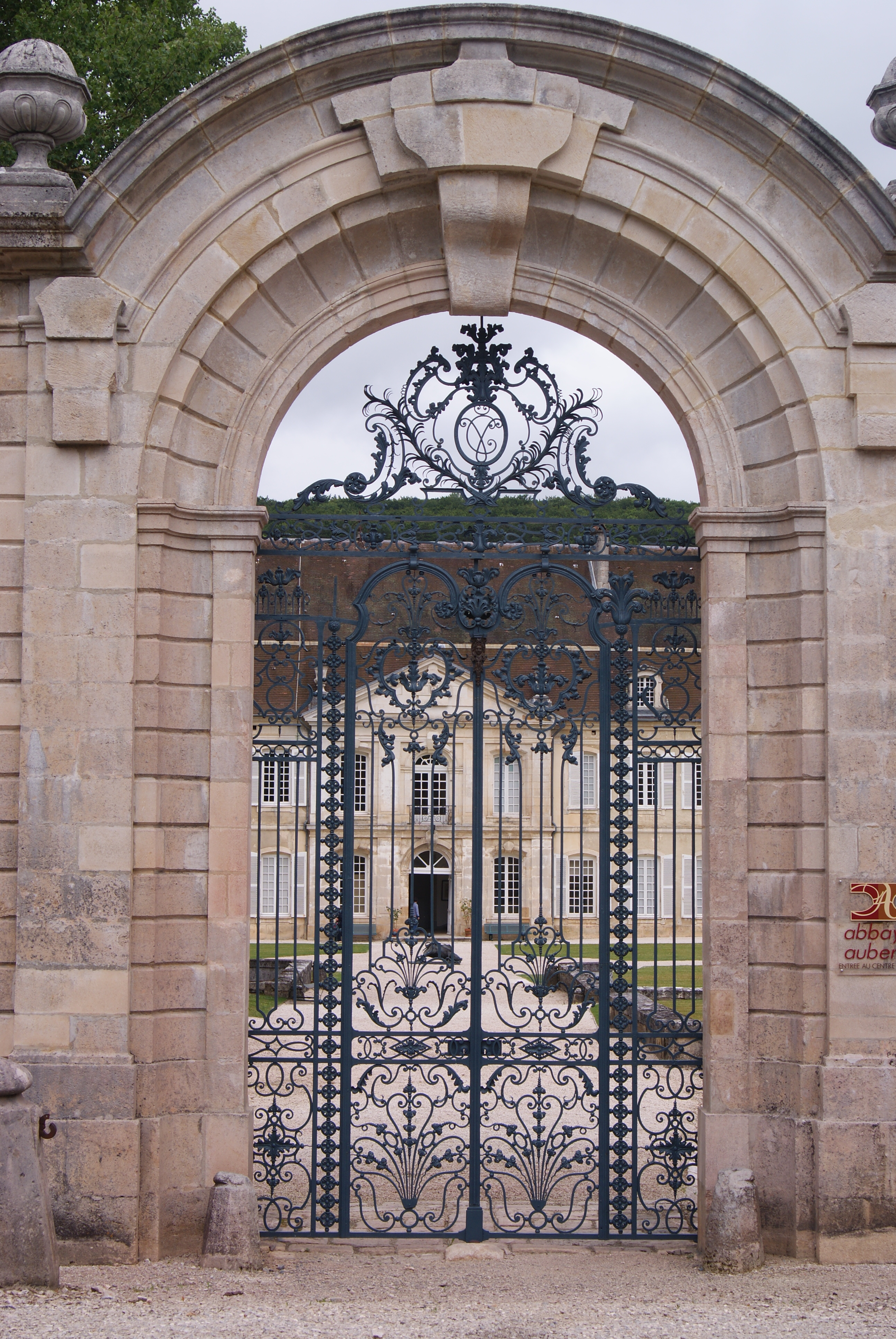
L'entrée de l'abbaye et la grille attribuée à Jean Lamour.
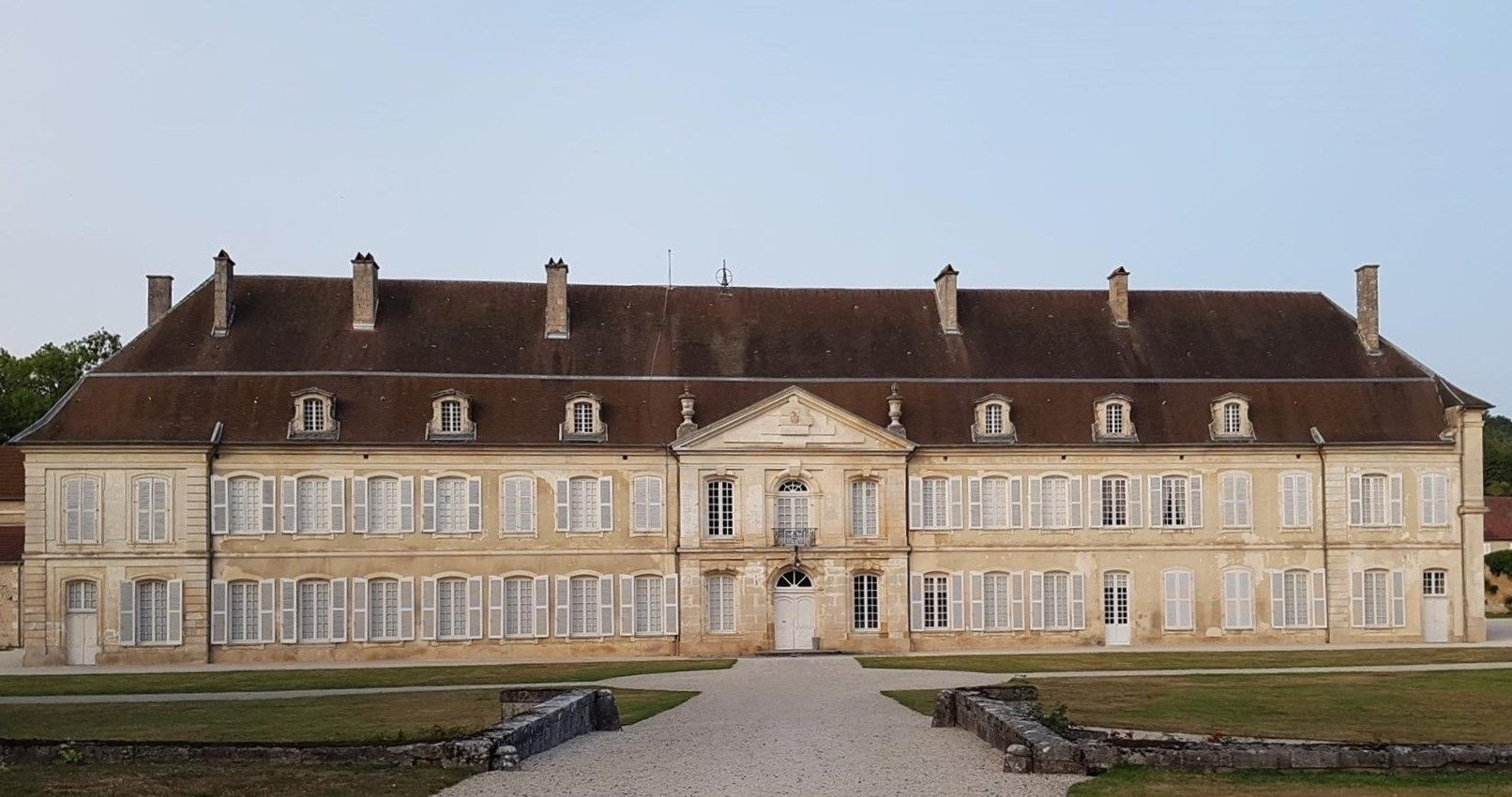
l'abbaye  d'Auberive
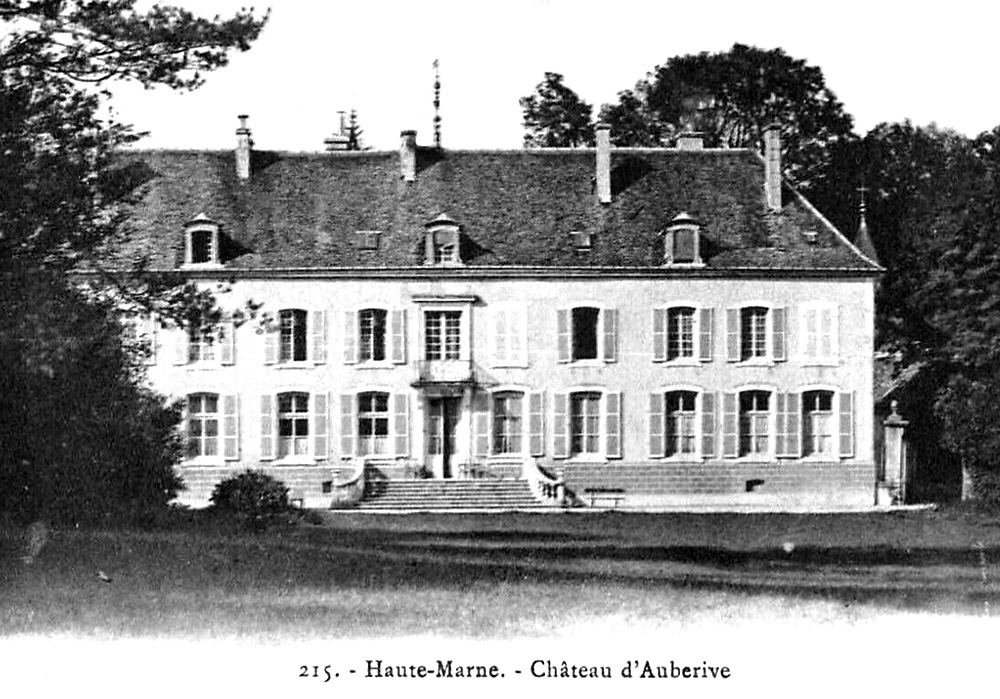
Le chateau d'Auberive.
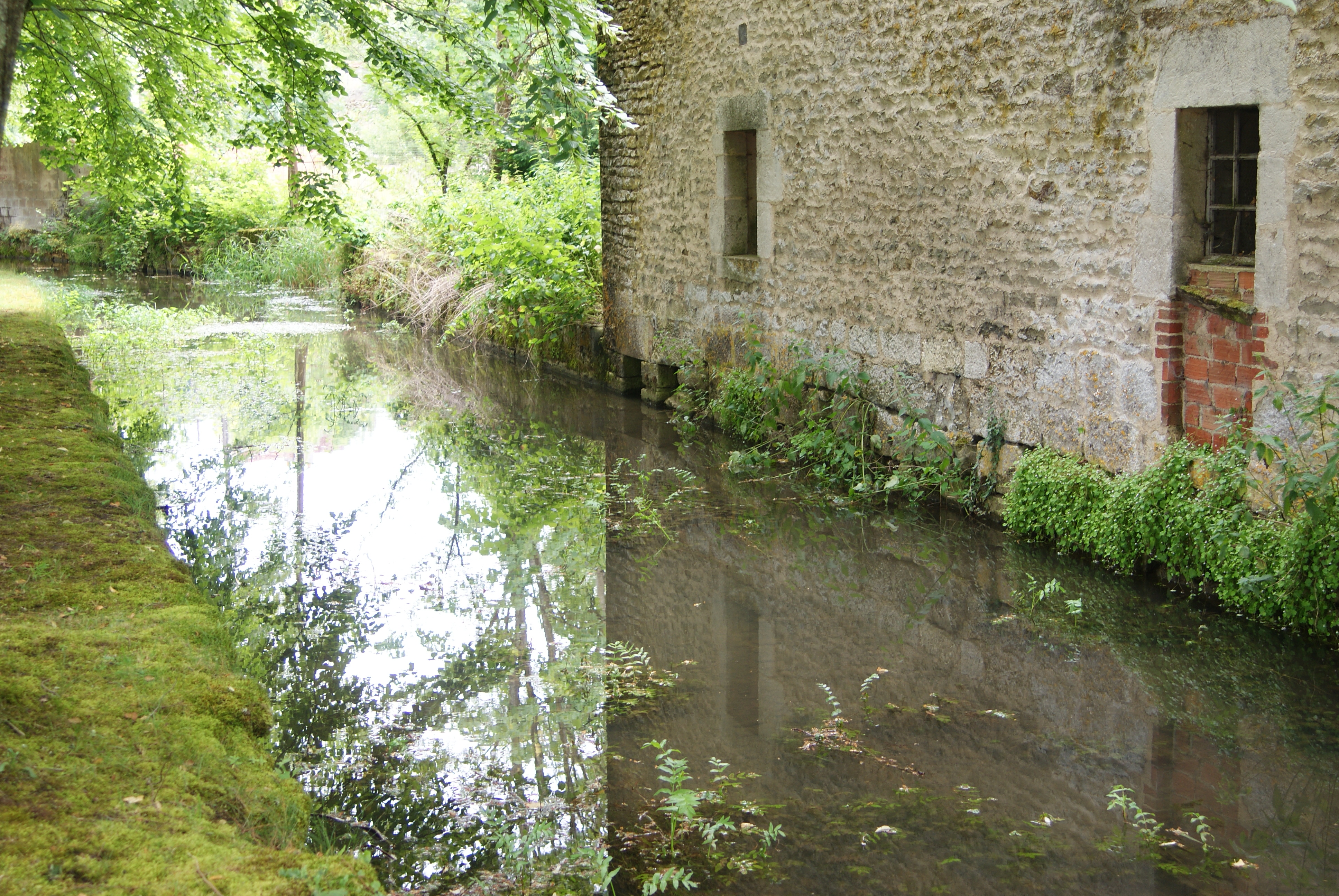
La rivière l'Aube non loin de sa source.

### Héraldique
| Armes de Auberive | Les armes de Auberive se blasonnent ainsi : Parti au 1) de gueules à la crosse d'argent au 2) d'azur au lion d'or armé et lampassé de gueules. |